# Tajik League 2006
De Tajik League 2006 is het vijftiende seizoen van het voetbalkampioenschap van Tadzjikistan (Ligai olii Toçikiston).
Het hoogste niveau bestaat uit twaalf voetbalclubs en er wordt gevoetbald van het voorjaar tot en met het najaar. Titelhouder van vorige seizoen is Vakhsh Qurghonteppa.

## Stand
| Pos | Team                       | Wed | W  | G | V  | Ptn | DV | DT | +/− |
| --- | -------------------------- | --- | -- | - | -- | --- | -- | -- | --- |
| 1   | Regar-TadAZ (C)            | 22  | 18 | 1 | 3  | 55  | 65 | 19 | +46 |
| 2   | Hima Dushanbe              | 22  | 17 | 3 | 2  | 54  | 58 | 15 | +43 |
| 3   | Vakhsh Qurghonteppa        | 22  | 15 | 2 | 5  | 47  | 41 | 18 | +23 |
| 4   | Parvoz Bobojon Ghafurov    | 22  | 15 | 2 | 5  | 47  | 39 | 25 | +14 |
| 5   | CSKA Dushanbe              | 22  | 11 | 2 | 9  | 35  | 38 | 31 | +7  |
| 6   | Tajik Telecom Qurghonteppa | 22  | 11 | 2 | 9  | 35  | 41 | 38 | +3  |
| 7   | Khujand                    | 22  | 9  | 3 | 10 | 30  | 27 | 33 | −6  |
| 8   | CSKA Pamir Dushanbe        | 22  | 5  | 5 | 12 | 20  | 24 | 39 | −15 |
| 9   | Olimi Karimzod Mastchoh    | 22  | 5  | 4 | 13 | 19  | 22 | 39 | −17 |
| 10  | Saroykamar Panj            | 22  | 5  | 2 | 15 | 17  | 27 | 50 | −23 |
| 11  | Oriyono Dushanbe           | 22  | 3  | 4 | 15 | 13  | 25 | 53 | −28 |
| 12  | Dynamo Dushanbe (R)        | 22  | 0  | 6 | 16 | 6   | 12 | 59 | −47 |

## Topscorers
| Rank | Spelers        | Club                       | Doelpunten |
| ---- | -------------- | -------------------------- | ---------- |
| 1    | Fozil Sattorov | Tajik Telecom Qurghonteppa | 20         |
| 2    | Numon Hakimov  | Parvoz Bobojon Ghafurov    | 19         |

1992 · 1993 · 1994 · 1995 · 1996 · 1997 · 1998 · 1999 · 2000 · 2001 · 2002 · 2003 · 2004 · 2005 · 2006 · 2007 · 2008 · 2009 · 2010 · 2011 · 2012 · 2013 · 2014 · 2015 · 2016 · 2017 · 2018 · 2019 · 2020 · 2021 · 2022 · 2023 · 2024 · 2025
Chatlon · 
Choedzjand ·
CSKA Pomir · 
Doesjanbe-83 · 
Fajzdjand · 
Istaravshan · 
Istiklol · 
Koektosj Rudaki · 
Lokomotiv Pomir · 
Regar-TadAZ